# ازارسی (بندپی شرقی)
ازارسی یک روستا در ایران است که در بخش بندپی شرقی شهرستان بابل واقع شده‌است. ازارسی ۸۵ نفر جمعیت دارد.

## جمعیت
این روستا در دهستان سجادرود قرار دارد و براساس سرشماری مرکز آمار ایران در سال ۱۳۸۵، جمعیت آن ۸۵ نفر (۲۴ خانوار) بوده‌است.